# علي محمد الحسيني
علي محمد الحسيني (1851 – 1911) سياسي ونائب لبناني سابق .

## ولادته ونشأته
ولد في مزرعة السياد إحدى قرى قضاء جبيل اللبنانية، وذلك في العام 1851 ميلادي.
تلقى علومه على مشايخ منطقته ورجال الدين فيها. 

## في السياسة
انتخب عضوا في مجلس إدارة متصرفية جبل لبنان عن دائرة كسروان التي كانت تشمل مناطق جبيل والفتوح وشمسطار وذلك في العام 1891 ميلادي.
في العام 1906 عين عضوا في دائرة الحقوق برئاسة الأمير مالك شهاب وظل كذلك حتى وفاته في العام 1911 ميلادي.
وهو والد جدّ الرئيس حسين علي الحسيني. 